# Knud Pedersen Bille
Knud Pedersen Bille (død 18. februar 1543) var en dansk lensmand på Gladsaxe i Skåne, godsejer og rigsråd. Ejede herredgården Kærsgård.
Knud var søn af Peder Torbensen Bille og Anne Knudsdatter Gyldenstierne. Hans bedstefar var rigsråd Torbern Bille. Gift første gang med Dorte Olufsdatter Daa (?-1512), Dorthe var datter af Oluf Clausen Daa og Gundel Joachimsdatter f. Griis, anden gang gift med Birgitte Markvardsdatter Rønnow (?-1529) i 1516 i Svendborg, Birgitte var datter af Markvard Rønnow og Mette Hardenberg. Hans farfar var Torbern Bille.
Knud Bille fik børnende:
1. Erik Knudsen Bille (f. 1520, Gladsaxe, Skåne – d. 3 juni 1573)
2. Hilleborg Knudsdatter Bille (f. 1520, Gladsaxe, Skåne – d. ?), gift med Laurids Lauridsen Grubbe
3. Steen Knudsen Bille (12 marts 1522, Gladsaxe, Skåne – d. 21 oktober 1590, Kjærsgaard)
4. Lisbet Knudsdatter Bille (8 september 1524, Gladsaxe, Skåne – d. 1601), gift med Jens Markorsen Rodsteen
5. Peder Bille
6. Anne Knudsdatter Bille
7. Sophie Knudsdatter Bille, døde i St. Clara Kloster i Roskilde

Han er begravet i Gladsaxe Kirke.